# Cumberland (Ohio)
Cumberland es una villa ubicada en el condado de Guernsey en el estado estadounidense de Ohio. En el Censo de 2010 tenía una población de 367 habitantes y una densidad poblacional de 291,56 personas por km².

## Geografía
Cumberland se encuentra ubicada en las coordenadas 39°51′12″N 81°39′31″O / 39.85333, -81.65861. Según la Oficina del Censo de los Estados Unidos, Cumberland tiene una superficie total de 1.26 km², de la cual 1.26 km² corresponden a tierra firme y (0%) 0 km² es agua.

## Demografía
Según el censo de 2010, había 367 personas residiendo en Cumberland. La densidad de población era de 291,56 hab./km². De los 367 habitantes, Cumberland estaba compuesto por el 94.28% blancos, el 2.18% eran afroamericanos, el 0% eran amerindios, el 0.27% eran asiáticos, el 0% eran isleños del Pacífico, el 1.09% eran de otras razas y el 2.18% pertenecían a dos o más razas. Del total de la población el 1.63% eran hispanos o latinos de cualquier raza.